# Bobby Planutis
Robert Planutis (Hazleton, 10 juli 1997) is een Amerikaans basketballer.

## Carrière
Planutis speelde collegebasketbal voor de Mount St. Mary's Mountaineers van 2017 tot 2018. Hij maakte in 2018 de overstap naar de St. Bonaventure Bonnies maar moest zijn eerste seizoen uitzitten. In 2020 ging hij spelen voor de Purdue Fort Wayne Mastodons waar hij speelde tot in 2023. In de NBA draft van 2023 werd hij niet gekozen. Hij tekende zijn eerste profcontract in de Finse eerste klasse bij Lahti Basketball, hij verliet de ploeg in december 2024. In januari 2025 tekende hij bij de Kroatische tweedeklasser KK Kvarner 2010. Hij tekende in februari 2024 bij de Roemeense eersteklasser CSM Galați voor de rest van het seizoen.
In oktober 2024 werd hij in de NBA G League Draft 2024 gekozen als 40e door de Texas Legends. Zijn contract werd begin november 2024 verbroken. In december tekende hij bij de South Bay Lakers maar ook daar werd zijn contract ontbonden. Hij tekende daarop in december 2024 nog bij het Engelse Cheshire Phoenix.